# Idioma yuyu
Yuyu (Yirau) es una lengua extinta o grupo de dialectos del sur de Australia Meridional. Walsh trata a Yuyu como un idioma con Ngawait, Erawirung, Ngintait y Ngarkat como dialectos; Berndt y Berndt (1993) los enumeran como dialectos relacionados con Yuyu.

## Dialectos
- Ngintait (Inteck)
- Ngarkat (Ngarrket)
- Yirawirung (Erawirung)
- Ngawait